# 춤 모음곡
《무용조곡 Sz. 77, BB 86a》(헝가리어: Táncszvit, 독일어: Tanz-Suite)은 벨러 버르토크가 1923년에 작곡한 관현악곡이다. 

## 작곡 계기
부다와 페스트 합병 50주년 기념으로 작곡했다.

## 악장 구성
총 6악장으로 이루어져 있다.
| 악장 | 빠르기                          | 마디 수(마디) |
| ---- | ------------------------------- | ------------- |
| 1    | 모데라토(Moderato)              | 145           |
| 2    | 알레그로 몰토(Allegro molto)    | 112           |
| 3    | 알레그로 비바체(Allegro vivace  | 156           |
| 4    | 몰토 트란퀼로(Molto tranquillo) | 37            |
| 5    | 코모도(Comodo)                  | 63            |
| 6    | 알레그로(Allegro)               | 197           |

## 악기 편성
- 목관악기: 플루트2(피콜로 겸함), 오보에2(제2는 잉글리시 호른을 겸함), 클라리넷2(제2는 베이스 클라리넷을 겸함), 바순2(제2는 콘트라바순을 겸함)
- 금관악기: 호른4, 트럼펫2, 트롬본2, 튜바
- 타악기: 팀파니, 트라이앵글, 심벌즈, 탐탐, 작은북, 큰북, 튜블러 벨, 테너 드럼
- 건반악기: 피아노, 첼레스타
- 현악기: 하프, 현악 5부(제1·2바이올린, 비올라, 첼로, 더블베이스)